# Selyempitta
A selyempitta vagy más néven sárgahasú madagaszkári-pitta  (Philepitta schlegeli) a madarak osztályának verébalakúak (Passeriformes) rendjébe és a bársonypittafélék (Philepittidae) családjába tartozó faj.

## Előfordulása
Madagaszkár területén honos. A természetes élőhelyei a trópusi vagy szubtrópusi száraz és nedves síkvidéki erdőkben van.

## Megjelenése
A hím feje fekete, szeme körül kék bőrkinövés található. Háta zöld, hasa és gallérja sárga. A tojó zöld színű, háta halványsárga csíkos és hiányzik szeme körül a bőrkinövés.